# Janusz Mastalski

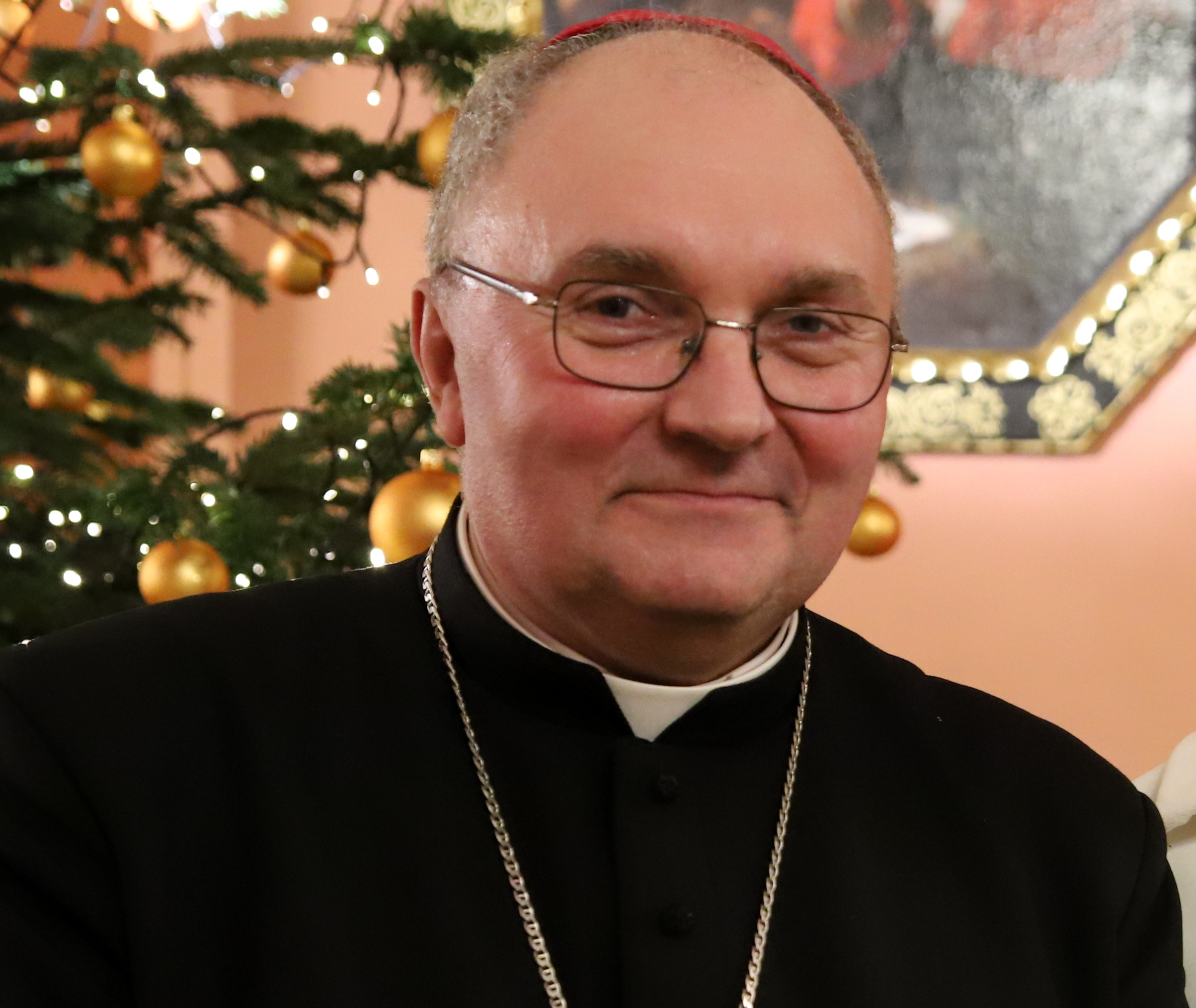
Janusz Mastalski im Januar 2019

Bischofswappen von Janusz Mastalski

Janusz Mastalski (* 4. Mai 1964 in Krakau) ist ein polnischer Geistlicher und römisch-katholischer Weihbischof in Krakau.

## Leben
Janusz Mastalski empfing am 21. Mai 1989 das Sakrament der Priesterweihe für das Erzbistum Krakau.
Nach Kaplansjahren in Gdów und an der Stephanskirche in Krakau war er von 1997 bis 2000 in der Hochschulseelsorge tätig. 1998 wurde er zum Dr. theol. promoviert und lehrte seither als Dozent an der Päpstlichen Akademie für Theologie Krakau. 2003 habilitierte er sich und war seit 2009 Professor für praktische Theologie an der Krakauer Theologie und nach deren Erweiterung an der Päpstlichen Universität Johannes Paul II. Von 2008 bis 2014 war er Dekan der sozialwissenschaftlichen Fakultät der Universität und von 2014 bis 2018 Prorektor für didaktische Angelegenheiten. Seit 2017 ist er zudem Regens des Krakauer Priesterseminars.
Papst Franziskus ernannte ihn am 3. Dezember 2018 zum Titularbischof von Noba und zum Weihbischof in Krakau. Der Erzbischof von Krakau, Marek Jędraszewski, spendete ihm am 5. Januar des folgenden Jahres in der Wawel-Kathedrale die Bischofsweihe. Mitkonsekratoren waren der Apostolische Nuntius in Polen, Erzbischof Salvatore Pennacchio, und der emeritierte Erzbischof von Krakau, Stanisław Kardinal Dziwisz.